# Oleksandr Zubov
Oleksandr Olehovyč Zubov (in ucraino Олександр Олегович Зубов?; Mykolaïv, 4 aprile 1983) è uno scacchista ucraino, Grande Maestro.
Ha partecipato a molti campionati giovanili ucraini, classificandosi al 2º posto negli under-14 a Kiev nel 1997, negli under-16 a Kiev nel 1999 e negli under-20 a Leopoli nel 2003.
Altri risultati di rilievo:
- 1999 – vince con l'Ucraina le olimpiadi juniores di Artek nella fascia under-16;[1]
- 2000 – vince con l'Ucraina il 1º Campionato europeo a squadre under-18 di Balatonlelle;
- 2003 – terzo nel Campionato del mondo juniores (under-20); primo a Mykolaïv;
- 2004 – pari primo a Melitopol;
- 2006 – pari primo a Leopoli; pari primo nel Memorial Geller di Odessa;
- 2007 – pari primo nel Memorial Geller di Odessa; pari primo a Simferopol;
- 2010 – pari primo a Cracovia;
- 2011 – primo a Tel Aviv;
- 2014 – pari primo a Cracovia.[2].

Nella lista FIDE di dicembre 2019 ha un Elo di 2601 punti.